# Aeroportul Jacquinot Bay
Aeroportul Jacquinot Bay (IATA: JAQ, ICAO: AYJB) este un aeroport din Jacquinot Bay⁠(d), Papua Noua Guinee.
Situat la o altitudine de 64 m, aeroportul dispune de o singură pistă.